# Білон Петро
Петро́ Па́влович Білон (нар. 4 січня 1879, м. Васильків — 7 серпня 1959, м. Піттсбурґ, США) — український церковний та громадський діяч, видавець у діаспорі, православний священник, протоієрей. Начальник канцелярії повітряного флоту УНР, капелан Армії УНР.

## Життєпис
Народився в Київській губернії Російської імперії.
У 1918 р. працював дорадчим, старшим діловодом в Інспекції Повітряного флоту УНР. Працював скарбником Повітряного флоту УНР.
Служив як настоятель похідної церкви 6-ї Січової стрілецької дивізії Армії УНР.
Служив капеланом у м. Александрові Куявському та с. Щипйорно в Польщі у таборах інтернованої Армії УНР. Заснував у Александрові Куявському видавниче товариство «До світла» та журнал «Релігійно-науковий вісник» (потім переніс до Щипйорно), де надрукував матеріали «Про високе значення христолюбивого вояцтва», «Казання в день святої Трійці», «Про церковні читання на Службі Божій» і т. ін.. Очолював Православне козацьке свято-покровське братство, і у березні 1921 р. був на з'їзді українських військових капеланів у м. Тарнові організованому міністром ісповідань УНР Іваном Огієнком
У 1924 р. емігрував до Канади на місію для організації парафій УПЦ.
З 1930 р. мешкав у США. Де був на посаді заступника голови консисторії УПЦ й редактором їх органу «Дніпро». Автор дослідження «900-літні роковини Хрещення Руси-України» (1938), «Правдива церква українського народу» (1947), «англ. Ukrainians and their Church» (1953) та ін.. У творі «Спогади» (у 3-х частинах, Піттсбурґ, 1952; 1956; 1959) розкрив проблему розвитку релігійно-духовного життя у період інтернування Армії УНР до Польщі.
Помер у Піттсбургу. Надгробок на могилі о. П. Білона у м. Бавн-Бруці створений Битинським Миколою.